# Obrzeżkowate
Obrzeżkowate (Argasidae) – rodzina roztoczy (Acari), pajęczaków z rzędu kleszczy (Ixodida). Przedstawicieli tej rodziny ze względu na brak pancerza z chitynowych płytek typowego dla kleszczy twardych nazywa się kleszczami miękkimi. Rodzinę Argasidae podzielono na 5 rodzajów: Argas, Antricola, Otobius, Ornithodoros oraz wyodrębniony z tego ostatniego rodzaj Carios.

## Wygląd i biologia
Obrzeżki nie mają oczu. Ich ciało jest grzbietobrzusznie spłaszczone, mniej więcej koliste lub jajowate, bez charakterystycznej dla kleszczy twardych głowy z ryjkiem (gnatosoma), zwykle koloru podłoża – gliniaste, szarosiwe lub szarobrunatne. Ciało skórzaste, pokryte brodawkami, kolcami lub płytkami których układ ma znaczenie przy wyodrębnianiu gatunków. Nazwa rodziny pochodzi od charakterystycznego, lecz występującego tylko u rodzaju Argas, płaskiego obrzeżenia ciała.  Samo ciało u głodnych obrzeżków jest płaskie i pomarszczone, u najedzonych może przypominać piłkę. Między I i II parą bioder znajduje się ujście gruczołów koksalnych, przez które następuje wydalanie nadmiaru płynów pobranych wraz z krwią żywiciela. Za czwartą parą odnóży znajduje się otwór odbytowy i otwory płciowe. Narządy gębowe słabo widoczne, gdyż są ukryte we wgłębieniu ciała i wysuwane tylko na czas pobierania pokarmu. Jedynie larwy (pierwsze stadium rozwojowe) mają ryjek podobnie jak kleszcze twarde. Samce są mniejsze niż samice.
Obrzeżki przechodzą przeobrażenie niezupełne. Z jaj wylęgają się larwy, które przekształcają się w nimfy I stadium. Dalej pojawiają się nimfy II i III stadium. Część z nich uzyskuje męską dojrzałość płciową.  Nimfy IV i V stadium uzyskują męską i żeńską dojrzałość płciową. Cały cykl rozwojowy trwa około 2-3 lata (zależnie od gatunku oraz warunków – przyśpiesza go ciepło oraz obfitość pożywienia). Nimfy od dorosłych osobników różnią się brakiem otworów płciowych. Nimfy i osobniki dorosłe pobierają krew wielokrotnie. Zależnie od gatunku trwa to od 20-60 minut do 11 dni. Najwięcej krwi piją larwy, które mogą powiększyć swoją masę nawet 20 razy, oraz dojrzałe samice, powiększające się 5-12 razy.

## Występowanie
Obrzeżkowate to organizmy ciepłolubne, występujące głównie w obszarach tropikalnych, tylko nieliczne przystosowały się do klimatu chłodnego. Te żyją w norach myszy, gniazdach ptasich, zwłaszcza gatunków kolonijnych (np. jaskółek brzegówek, w kurnikach, gołębnikach oraz na strychach zasiedlonych przez ptaki oraz w jaskiniach zamieszkiwanych przez nietoperze. Zwłaszcza z gołębników i kurników mogą przedostawać się do mieszkań. W Polsce najczęściej spotyka się przedstawicieli dwóch zbiorowych gatunków - obrzeżka gołębiego oraz obrzeżka nietoperzowca. Nowsze doniesienia wspominają o występowaniu również obrzeżka perskiego. W 1979 r. w Krakowie odkryto obrzeżka polskiego.

## Szkodliwość i zwalczanie
Prowadzą nocny tryb życia i wtedy wyszukują swoich żywicieli, kierując się ciepłem ich ciała. Pasożytując na ptactwie domowym powodują anemie oraz liczne zakażenia. Mogą też atakować ludzi, zwłaszcza gdy odetnie im się dostęp do ptaków (zlikwiduje się hodowlę, wstawi albo zamknie okna na strychu). Ukłucia często się nie odczuwa, gdyż jest ono znieczulane.  Dopiero po odpadnięciu obrzeżka zaczyna się wielogodzinny, a nawet wielodniowy lub wielomiesięczny świąd. Drapaniem można doprowadzić do kolejnych zakażeń. Niektóre osoby są uczulone na wydzieliny pasożytów, możliwy jest nawet wstrząs anafilaktyczny.
Do zwalczania obrzeżków zaleca się opryskiwanie miejsc ich występowania w odstępie dwutygodniowym 5% roztworem lindanu lub diazinonu. Zwalczanie może być trudne, gdyż wiele gatunków ma możliwość zamknięcia tchawek i powstrzymania się od oddychania na ok. 20 minut.

## Przedstawiciele obrzeżkowatych

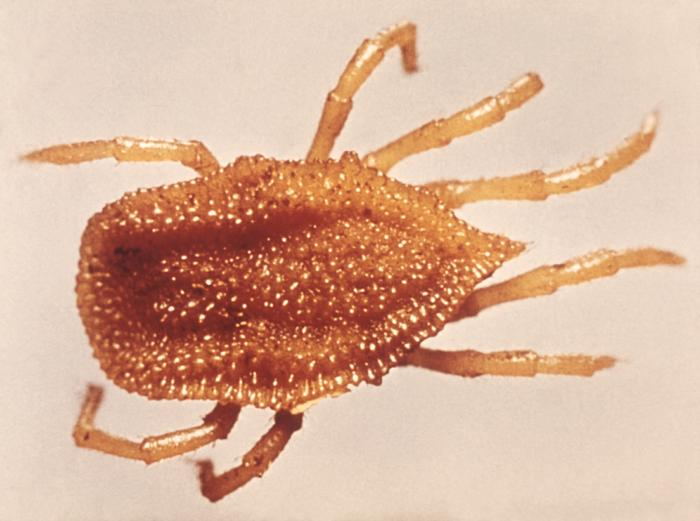
Przedstawiciel rodzaju Antricola. Ektopasożyt nietoperzy w Północnej Ameryce
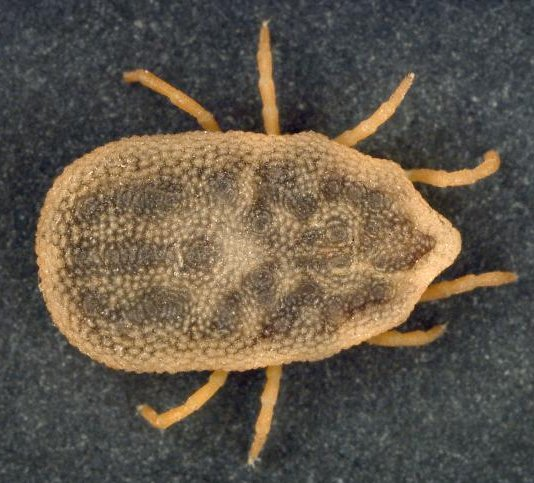
Przedstawiciel rodzaju Carios. Carios kelleyi - strona grzbietowa. Ektopasożyt nietoperzy w Północnej Ameryce
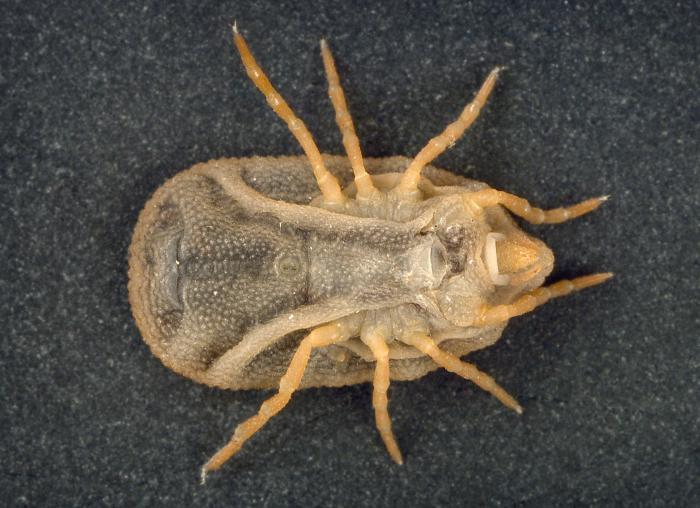
Carios kelleyi - strona brzuszna.